# Cadiz (Ohio)
Cadiz is een plaats (village) in de Amerikaanse staat Ohio, en valt bestuurlijk gezien onder Harrison County.

## Demografie
Bij de volkstelling in 2000 werd het aantal inwoners vastgesteld op 3308.
In 2006 is het aantal inwoners door het United States Census Bureau geschat op 3371, een stijging van 63 (1,9%).

## Geografie
Volgens het United States Census Bureau beslaat de plaats een oppervlakte van
23,2 km², waarvan 22,9 km² land en 0,3 km² water. Cadiz ligt op ongeveer 322 m boven zeeniveau.

## Geboren
- Clark Gable (1901-1960), acteur

## Plaatsen in de nabije omgeving
De onderstaande figuur toont nabijgelegen plaatsen in een straal van 16 km rond Cadiz.